# Roman Cílek
Roman Cílek, píšící i pod pseudonymy Vilém Pavlík a Zdeněk Roman (* 4. března 1937 České Budějovice), je český spisovatel literatury faktu a kriminálních příběhů. Žije v Praze.

## Studia a povolání
Absolvoval gymnázium v Praze.
- 1966–1969 Československý voják, redaktor
- 1969–1989 podnikový časopis Konstruktivák, vedoucí redaktor
- od roku 1989 svobodné tvůrčí povolání, literární agentura „erCÍL“ (v letech 1991 až 1998: šéfredaktor časopisu Stavebník)

Je členem v literárních organizacích: Obec spisovatelů, KALF, AIEP.

### Vlastní díla literatury faktu
- Případ Fränkel a ti druzí (spoluautor Jan Stehlík), Praha, Svoboda 1963
- Než přijde svítání (spoluautor Jan Stehlík), Praha, Naše vojsko 1964; německy: Vídeň, Europa Verlag 1968
- Výstřely ve vile Edelweiss, Praha, Magnet 1966; filmová verze: Výstřely v Mariánských Lázních, 1969
- Vlkodlaky kryje stín (spoluautor Jiří Fabšic), Praha, Naše vojsko 1968
- A potom prišla „noc dlhých nožov“, Bratislava, Obzor 1970
- Dravcova agónie, Cheb, Hraničář 1970
- Cena smrti (spoluautor Rudolf Kalčík, společný pseudonym Karel Pavlík), Praha, Magnet 1971
- Vyslechněte rozsudek, Praha, Pragopress 1971
- Prst na spúšti mal Naujocks, Bratislava, Obzor 1972
- Vítězové bez vavřínů, Praha, Olympia 1975
- Nad Španielskom zamračené, Bratislava, Obzor 1976
- Partie hnědých pěšáků (spoluautor Stanislav Biman), Ústí nad Labem, Severočeské nakladatelství 1976; maďarsky: Budapešť (Kossuth Könyvkiadó) – Bratislava (Pravda) 1980; německy: Berlín, Verlag der Nation 1983, 1985
- Stopy orlov, Bratislava, Šport 1978
- Svet pred maskou (spoluautor Vladimír Dzurilla), Bratislava, Šport 1980, 2. vydání: 1996
- Třešť – včera, dnes, zítra, Třešť, MěNV 1980
- Čas přelomu, Ústí nad Labem, Severočeské nakladatelství 1985
- Smrt na prahu života (Prlovská tragédie 1945), Ostrava, Profil 1985
- Ve světle pochodní, Praha, Horizont 1987
- Dny tenkrát, dny potom, Praha, Naše vojsko 1989
- Odvrácená tvář, Praha, Práce 1989
- Poslední mrtví, první živí (spoluautor Stanislav Biman), Ústí nad Labem, Severočeské nakladatelství 1989
- Ploština, Brno, Blok 1990
- Nový pitaval český aneb Choroba jménem zločin, Praha, Horizont 1991
- Prokletí moci, Praha, Magnet-Press 1991
- Stín šibenice, Praha, Vena 1991
- Dva ze tří musí zemřít, Praha, Výběr 1992
- Vždyť zabíjet je tak snadné, Praha, Magnet-Press 1995
- 1440 májových minut, in: Velké finále, Beroun, Baroko a Fox 1995
- Výstřely v hotelu Záhoří, Brno, MOBA 1995 – příběh Rudolfa Formise
- Muž, jehož řemeslem byl zločin, Žďár nad Sázavou, Impreso-Plus, 1995
- Krysí stezky (Jak se prohrává válka), Ostrava, Středoevropské nakladatelství 1996; 2. vydání: Třebíč, Akcent 1996
- Čas triumfu, čas pomsty, Třebíč, Tempo 1997
- Nezabiješ! Pitaval – velké hrdelní případy (spoluautorka: Heda Bartíková), Ostrava, Vademecum 1997
- Rázný nástup katů, Třebíč, Tempo 1998
- Prst na spoušti (Pohled do zákulisí nacistických tajných služeb), Třebíč, Tempo, 1998; polsky Wroclaw, Arboretum 1998
- Výstřely na objednávku, Třebíč, Akcent 1999
- Český pitaval: Stalo se pak, že zabil... (spoluautorka Heda Bartíková), Trutnov, T-art 1999
- Hroby a vášně, Ústí nad Labem, RENECO 2000
- Dva muži z Čech na prahu jedné velké války, Šumava: bojová linie, Neplánovaná smrt Josefa T., in: Češi na cestě stoletím, Český Těšín, AGAVE 2001
- Oprátka za osm mrtvých, Praha, C.H.Beck 2001, II. vyd. Praha, Rodiče 2003
- Vavříny pro mrtvé vítěze, Praha, APS Agency 2001
- Úhlavní přátelé, Osudová spojení Stalin - Trockij, Hitler - Röhm, Gottwald - Slánský (spoluautoři Jiří Bílek a Karel Richter), Praha, Themis 2002
- Pamětihodné bitvy našich dějin 1918-1945 (spoluautor Karel Richter), Český Těšín, AGAVE 2002
- Velké zločiny české (spoluautorka Heda Bartíková), Český Těšín, AGAVE 2002
- Teror, poslední „tajná zbraň“, Praha, Adonai 2002
- Holocaust – ...a Bůh tehdy mlčel, Český Těšín, AGAVE 2003
- Hrobaři iluzí aneb Kdo nepůjde s námi..., Praha, Rodiče 2003

### Ostatní základní díla
(vesměs kriminální příběhy a detektivky)
- Smrtelný byl druhý zásah (spoluautor Jaromír Křivan), Praha, Magnet 1967
- Liška volá smrt, Plzeň, Západočeské nakladatelství 1974
- Strach z finále, Praha, Olympia 1981
- Osm dní z léta, Praha, Vyšehrad 1985
- Smrt navíc (pseudonym Zdeněk Roman), Praha, Magnet 1987
- Rychlík do Selbu, Plzeň, Západočeské nakladatelství 1988
- Muž na slepé koleji (pseudonym Zdeněk Roman), Praha, Magnet 1988
- Jistý díl kořisti (spoluautor Zdeněk Bidlo), Praha, Interpress 1991
- Poslední večeře Otýlie Vranské (spoluautor Zdeněk Bidlo), Praha, Amici 1991. 2. vyd. Praha, Výběr 1991
- Láska, smrt a kámen (spoluautor Jan Drha), Praha, Český dialog 1992
- Temná vášeň, Ostrava, Petit 1991
- Přísahej, že zabiješ, Praha, Výběr 1992
- Inspektor Martin Rust: Výbuch v domě neřesti, Brno, MOBA 1993
- Inzerát na smrt, Plzeň, NAVA 1994
- Zvláštní znamení – vrah, Praha, Magnet-Press 1994
- Smrt toulavého běžce, Praha, Výběr 1994
- Inspektor Martin Rust: Konkurz na přežití, Brno, MOBA 1993
- Tiše zemřeš, nepromluvíš (spoluautor Zdeněk Bidlo), Žďár nad Sázavou, Impreso-Plus 1994
- Holky platí tělem, Beroun, Bena 1996
- Tečka za příliš dlouhým milováním, Plzeň, NAVA 1996
- Štvanice uprostřed léta, Třebíč, Tempo 1997
- Láska před hlavní pušky, Plzeň, NAVA 1998
- Vrah přišel potmě, Plzeň, NAVA 1999
- Pět doteků pijavice, Trutnov, T-art 1999
- Vražedné ráno, Plzeň, NAVA 1999
- Muž jménem nula, Brno, MOBA 2000
- Vyděrač s bombou, Plzeň, NAVA 2000
- Zločin v galerii a jiné krimipříběhy (spoluautorka Heda Bartíková), Praha, PRAGOLINE 2001
- Brutalita nájemného vraha, Plzeň, NAVA 2001
- Vrahovo pozdní odpoledne, Plzeň, NAVA 2001
- Inspektor Martin Rust: Jen Bůh a já, Brno, MOBA 1993
- Vražedná tíha slov, Plzeň, NAVA 2003
- Střepina v srdci, Praha, Rodiče 2003

## Publicistická a jiná literární činnost
- Spoluautor (společně s vydavatelem JUDr. Františkem Čermákem) projektu periodické revue literatury faktu Přísně tajné!, která v Pražské vydavatelské společnosti vychází od roku 1997.
- Spoluautor projektu (společně s K. Richtrem a D. Rybníčkem) životopisné knižní řady Galerie nesmrtelných, vyšlo 6 svazků, Třebíč, Akcent 1998–2002; autorská účast v projektu zpracováním těchto postav: Jan Amos Komenský, Jan Evangelista Purkyně, Emil Holub, Karel Čapek, Jiří Orten, Vilém Jakš (v 1. svazku), Stefan Zweig, Louis Aragon (ve 2. svazku), Karel Janoušek, Bedřich Smetana, František Kloz (ve 3. svazku), Winston Churchill (ve 4. svazku), Louis Pasteur, Albert Schweitzer (v 5. svazku), Ernest Hemingway (v 6. svazku).
- Autor projektu a editor sešitové řady kriminálních příběhů s názvem Inspektor Martin Rust – důvěrná sdělení, Brno, MOBA 1993–1994, vyšlo 18 svazků.
- Spoluautor (společně s vydavatelem JUDr. F. Čermákem) sešitové řady kriminálních příběhů s názvem Na horké stopě, Praha, Pražská vydavatelská společnost, 1994–1998, vyšlo 46 svazků.
- Pravidelná autorská spolupráce s řadou českých periodik, televizí i rozhlasem (mj. cyklus rozhlasových her 1975–1985) .